# Дзока
Дзока (на италиански: Zocca) е град и община Северна Италия.

## География
Градът се намира в провинция Модена на област (регион) Емилия-Романя. Разположен е на 759 м средна надморска височина и територия 69 км2. На около 40 км на север от града се намира провинциалния център град Модена. Население 4978 жители (2009 г.).

## Природни забележителности
Южно от град Дзока се намира връх Бока ди Рава̀ри (790 м).

## Спорт
Поради близостта на град Дзока с административния център на съседната област и провинция Болоня в града има фенклуб на футболния отбор ФК Болоня.

## Личности
Родени
- Маурицио Кели (р. 1959), космонавт
- Васко Роси (р. 1952), рокпевец